# Carel Blazer
Carel Blazer (Amsterdam, 16 juni 1911 - Nijmegen, 16 januari 1980) was een fotograaf en Nederlands verzetsstrijder tijdens de Tweede Wereldoorlog.
Blazer werkte en woonde in Amsterdam. Hij was een sociaal en politiek bewogen mens en nam al in zijn jeugd deel aan initiatieven tegen het opkomende fascisme. In 1933 werd Blazer op uitnodiging van de fotograaf C. Kerkhof lid van de Vereeniging van Arbeiders-Fotografen. In 1936 nam hij samen met Cas Oorthuys en Nico de Haas zitting in het bestuur van de groep foto en film van de Bond van Kunstenaars ter Verdediging van de Kulturele Rechten (BKVK). Blazer werkte mee aan de organisatie van de tentoonstelling De Olympiade Onder Dictatuur (DOOD), en in 1937 aan de internationale tentoonstelling foto ’37 in het Stedelijk Museum in Amsterdam. In datzelfde jaar vertrok Blazer voor drie maanden naar Spanje waar hij de burgeroorlog aan de republikeinse kant versloeg.
Tijdens de Tweede Wereldoorlog sloot hij zich aan bij de fotografenverzetsgroep "De Ondergedoken Camera". Hij maakte vele foto's van de oorlogsellende in Amsterdam. Hij behoorde tot de stroming van de sociale fotografie en maakte documentaire fotoseries die geëngageerd maatschappelijke ontwikkelingen en misstanden weergaven. Hij heeft ook de verzetsbasis in het doktershuis van Landsmeer vastgelegd. Mea Dekker (1921-1984), de dochter van Maurits Dekker, was samen met een groot gezelschap intellectuelen en artiesten daar ondergedoken. Met haar was Blazer van 1950 tot 1963 getrouwd. Uit dit huwelijk is in 1950 een dochter (Dominga Leonie) voortgekomen. Nadat ze gescheiden waren is Blazer gaan samenwonen met Willemien Pieters (1939-1986), met wie hij in januari 1974 in het huwelijk trad. Een heupfractuur in mei van dat jaar deed hem doen besluiten te stoppen met fotograferen.
Blazer was leermeester van Ad Windig, Dolf Kruger en Paul Huf en medeoprichter van de fotografenvereniging GKf. In de jaren vijftig en zestig legde hij zich vooral toe op reclame- en industriële fotografie, maar hij maakte ook reizen in binnen- en buitenland en fotografeerde dan mensen tijdens hun alledaagse bezigheden.
Een bekend en gezocht boek waarin hij alle foto's verzorgde is 50 jaar Bruynzeel 1897-1947.
Zijn fotoarchief wordt beheerd door het Maria Austria Instituut te Amsterdam.

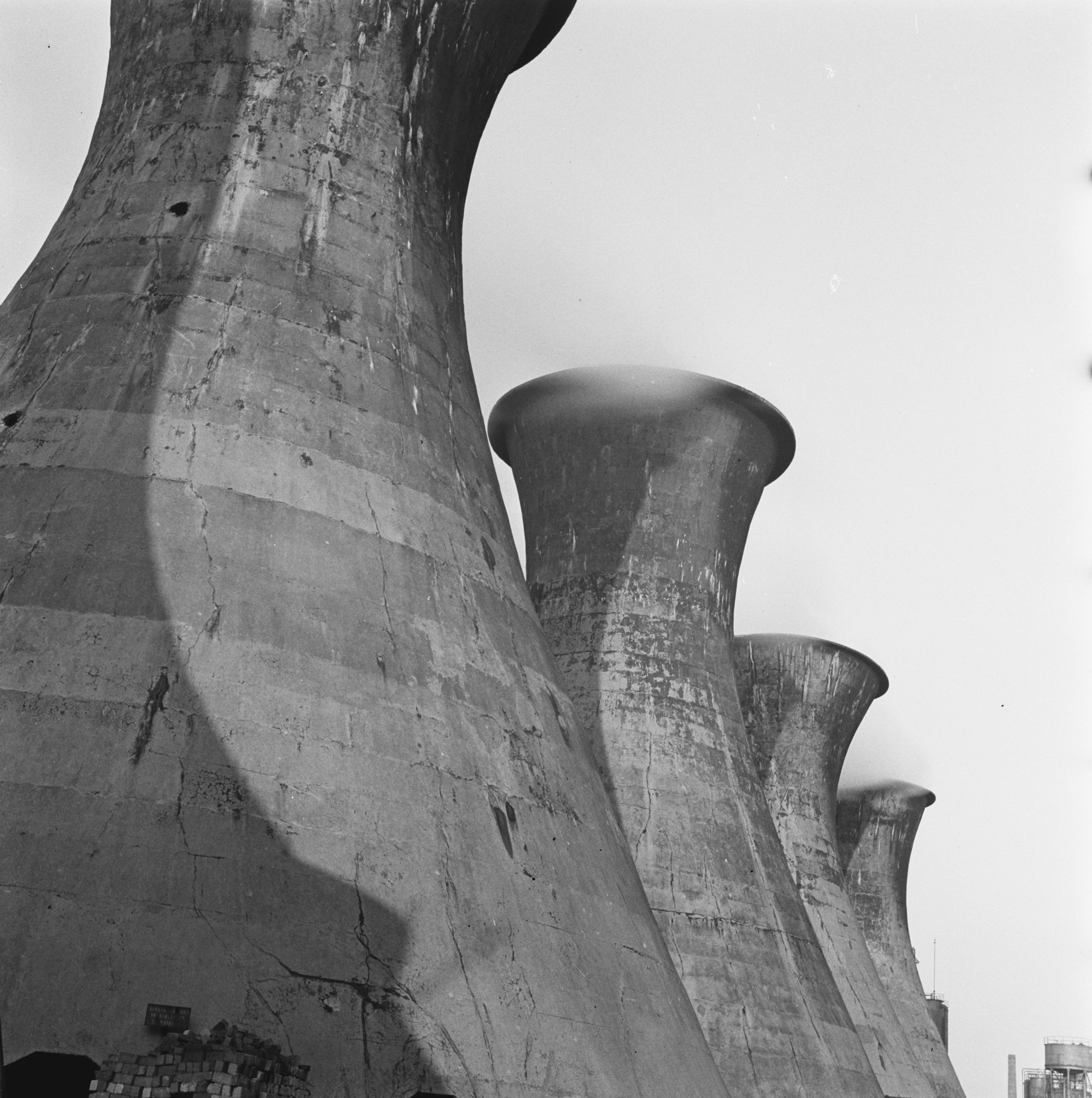
Kolenmijnen Limburg (1945)
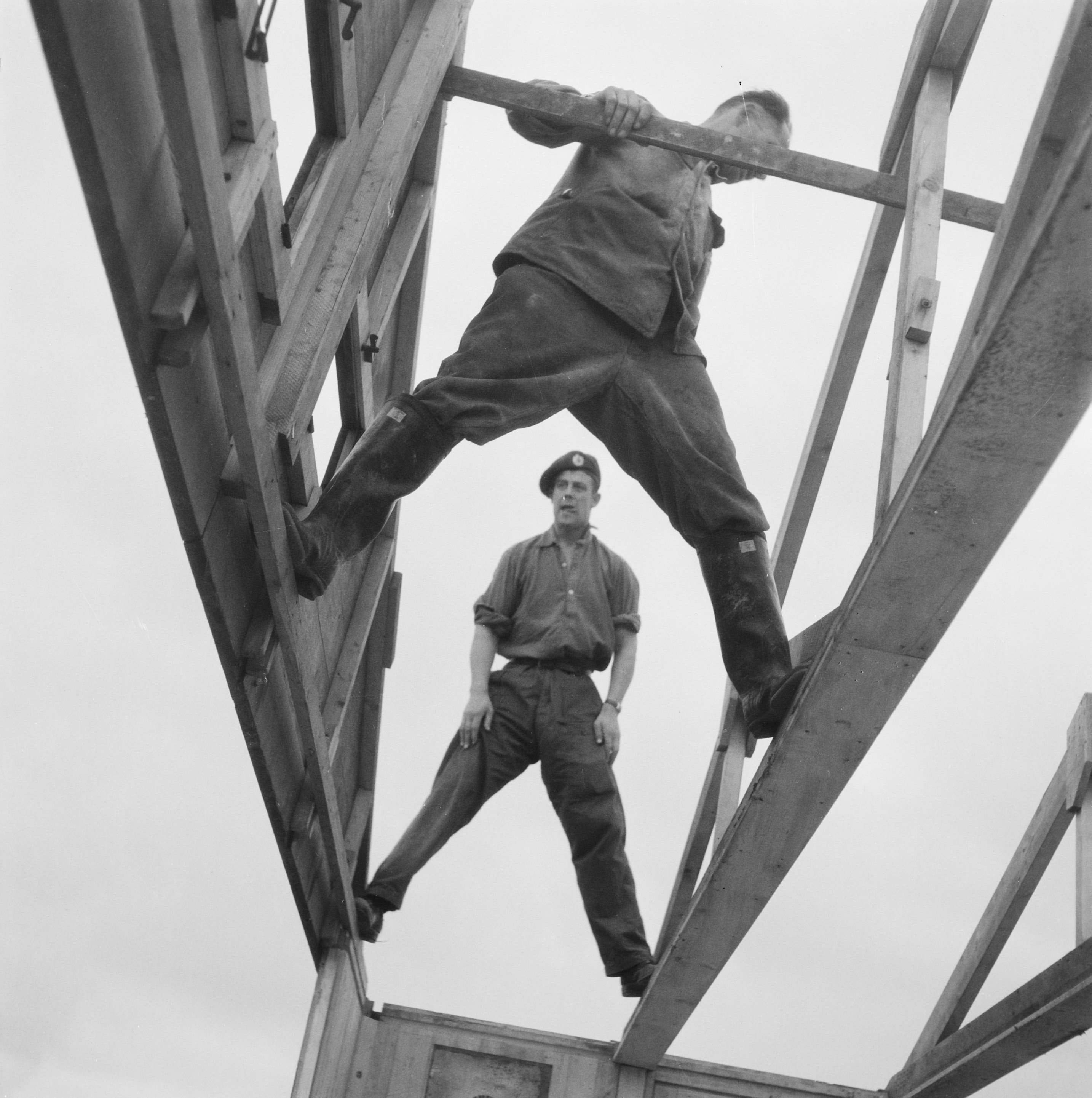
Barakkenbouw (1945)
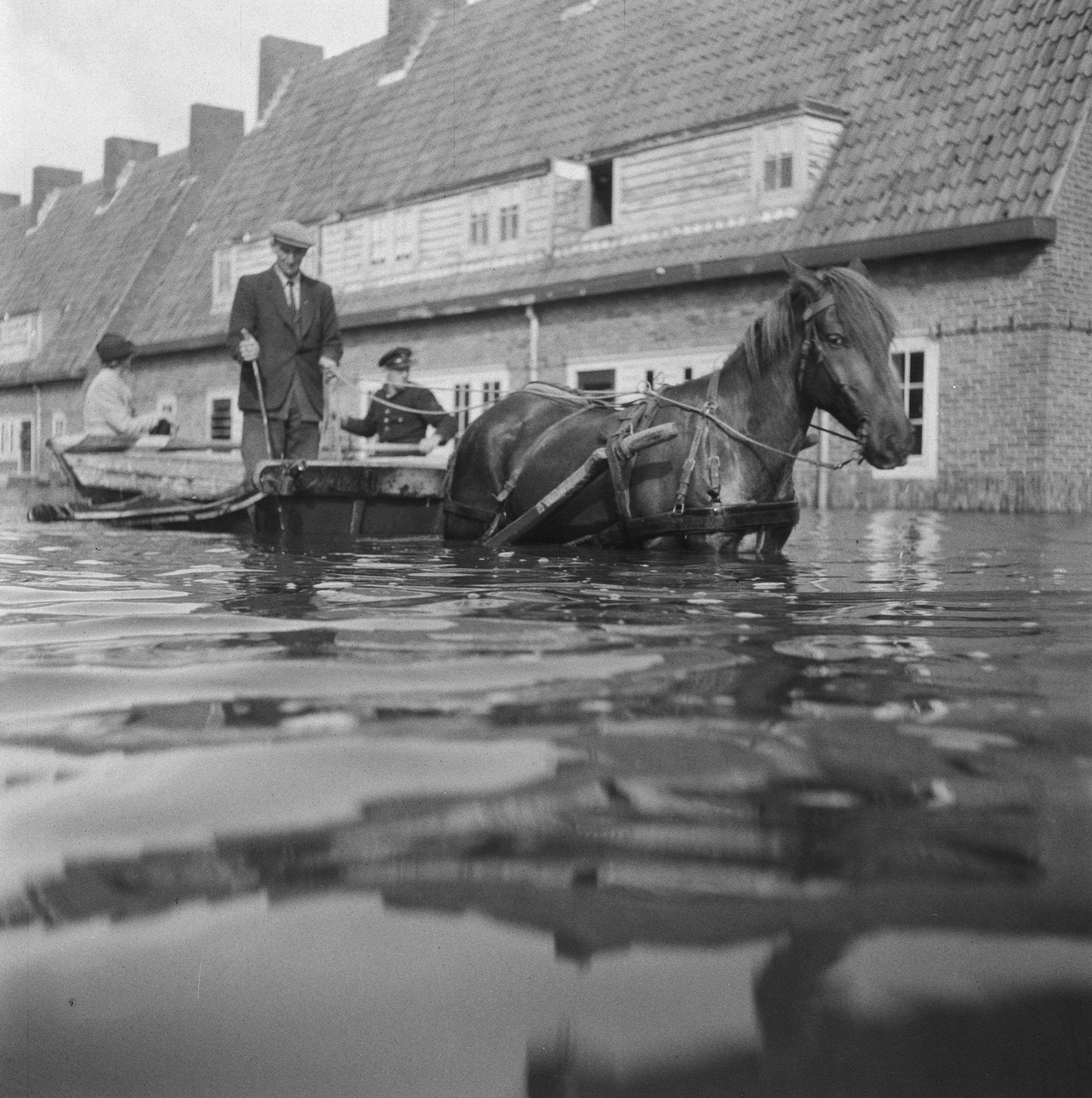
Ondergelopen Walcheren (1945)
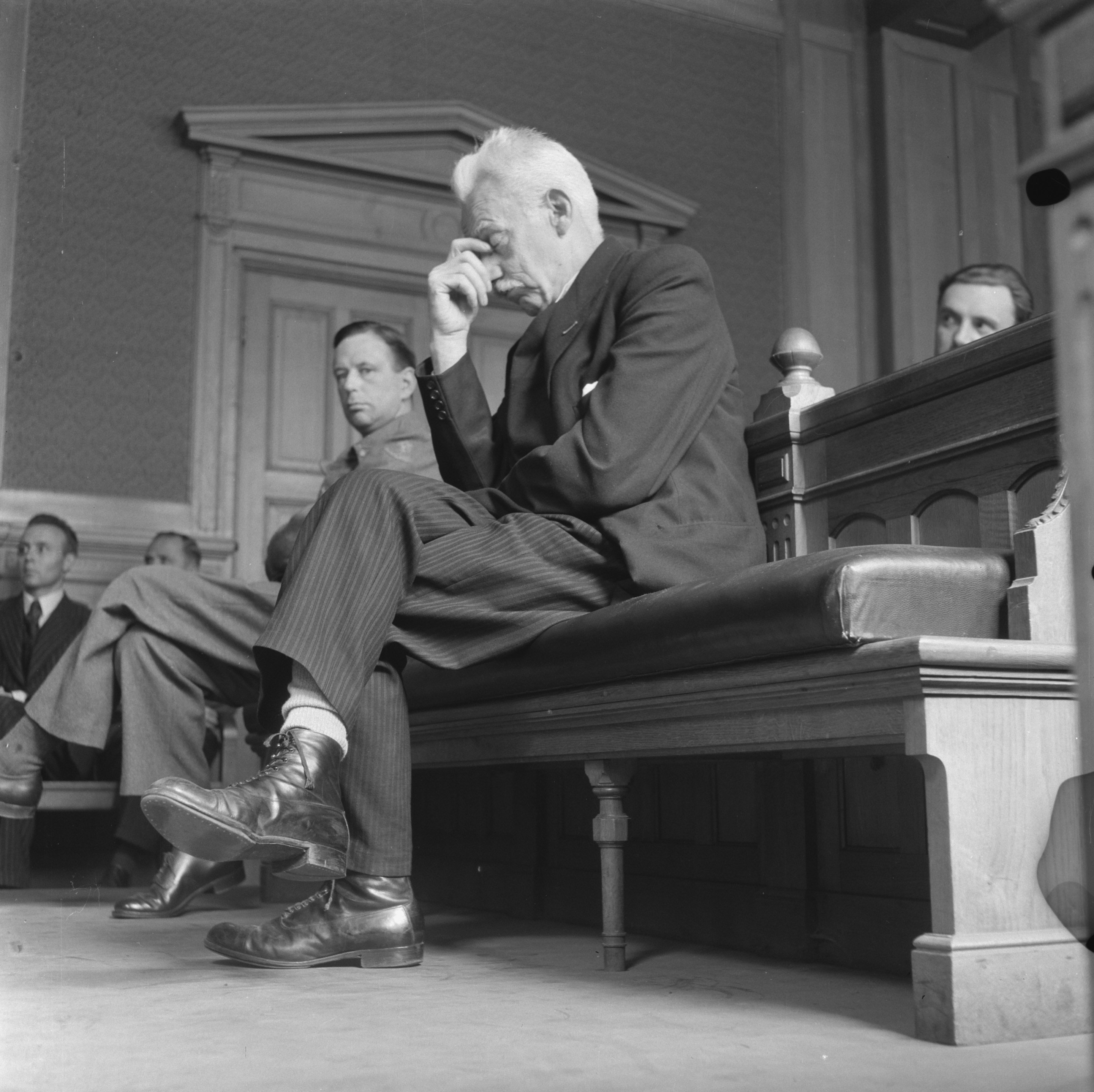
Collaborateur in de rechtbank (1945)

## Fotoboeken met medewerking van Carel Blazer (selectie)
- 80 jaar van Leer – 1949
- Gebroeders Klinkenberg - 1955
- De zaak is rond – 1960
- Wegen naar morgen – 1962
- Willem Ruys:de wereld rond – 1964
- Van duin tot IJsselmeer – 1970
- Anderland – 1979
- Rotterdam-Europoort, natuurlijk - 1969

## Onderscheiding
- Verzetsherdenkingskruis[3]

- Biografisch Portaal: 06595360
- CiNii: DA14646266
- Gemeinsame Normdatei: 119253003
- Library of Congress Control Number: n80045928
- Nationale bibliotheek van Australië: 35019377
- Nederlandse Thesaurus van Auteursnamen: 070315647
- PIC: 333665
- Réseau des bibliothèques de Suisse occidentale: 02-A017531119
- RKD-Nederlands Instituut voor Kunstgeschiedenis: 8949
- Système universitaire de documentation: 195971868
- Union List of Artist Names: 500349350
- Virtual International Authority File: 79416445
- WorldCat: E39PBJyxp4dR68BKjGhHKBJYyd